# مايك بوسي
مايك بوسي (22 يناير 1957) كان لاعبًا كنديًا محترفًا في هوكي الجليد مع فريق نيويورك آيلندرز في دوري الهوكي الوطني. قضى كامل حياته المهنية في NHL، والتي استمرت من عام 1977 إلى عام 1987، مع نيويورك آيلاندرز، وكان جزءًا مهمًا من بطولات كأس ستانلي الأربع المتتالية في أوائل الثمانينيات.

## الحياة الشخصية والموت
التقى بوسي بزوجته المستقبلية لوسي كريمر عندما كان في الرابعة عشرة من عمره، وكانت تعمل في مطعم الوجبات الخفيفة في حلبة التزلج حيث كان يلعب؛ تزوجا في 23 يوليو 1977. كان لدى بوسي وزوجته ابنتان، جوزيان وتانيا، وحفيدان.
في 19 أكتوبر 2021، أعلن بوسي إصابته بسرطان الرئة. توفي في روزمير في 15 أبريل 2022 عن عمر يناهز 65 عامًا. بعد أسبوع من وفاة بوسي ، توفي غاي لافلور أيضًا بسرطان الرئة (هو وبوسي دخنا بكثافة خلال أيام لعبهما)